# Atlee Mahorn
Atlee Mahorn, före detta kanadensisk friidrottare (sprinter), född 27 oktober 1965 i Clarendon på Jamaica. Mahorn främsta distans var 200 meter men han löpte även 100 meter individuellt och i stafett. Mahorn är 187 centimeter lång och väger 80 kilogram.

## Karriär
Mahorn vann 200-metersfinalen i Samväldesspelen 1986 i Skottlands huvudstad Edinburgh på tiden 20,31, före Englands Todd Bennett (20,54) och, den senare beryktade, kanadensiske landsmannen Ben Johnson (20,64). Vid VM i Rom året efter blev Mahorn åttonde och siste man i finalen på 200 meter (Förenta Staternas Calvin Smith vann). I OS 1988 förbättrade sig Mahorn och knep femteplatsen, vann gjorde Joe DeLoach på 19,75.
Vid Världsmästerskapen i Tokyo 1991 svarade Mahorn för sina främsta prestationer i karriären. På 100 meter noterade han 10,18 i försökstävlingarna. På specialdistansen 200 meter noterade Mahorn 20,17 i försökstävlingarna. I finalen rådde sämre förutsättningar men Mahorns tid 20,49 räckte ändock till en bronsmedalj bakom Förenta Staternas Michael Johnson (20,01) och Namibias Frankie Fredericks (20,34).
I VM 1993 löpte Mahorn slutsträckan i det kanadensiska laget som bronsmedaljerna på tiden 37,83 (nationsrekord) bakom Förenta Staterna (37,48) och Storbritannien (37,77).

## Ursprung
Mahorn tillhör en stor skara sprinterlöpare med jamaicanskt ursprung som representerat andra länder. Andra exempel på detta är kanadensarna Ben Johnson, Donovan Bailey och Robert Esmie samt britten Linford Christie. Även boxaren Lennox Lewis (som tävlat både för Kanada och Storbritannien) är född på Jamaica. Noterbart är att hela det kanadensiska bronslaget från Stuttgart-VM har sitt ursprung i andra länder än Kanada. Förutom Mahorn och Esmie härstammar Surin från Haiti och Gilbert från Trinidad.

## Medaljer
Guld
- Samväldesspelen 1986: 200 meter (20,31)

Brons
- VM 1991: 200 meter (20,49)
- VM 1993: 4x100 meter (Kanada: Esmie, Gilbert, Surin och Mahorn, 37,83)

## Rekord
- 100 meter: 10,18, Tokyo, 25 augusti 1991
- 200 meter: 20,17, Tokyo, 26 augusti 1991
- 400 meter: 45,62, Tempe, 12 april 1986